# Насар (Наварра)
Насар (ісп. Nazar) — муніципалітет в Іспанії, у складі автономної спільноти Наварра. Населення — 49 осіб (2009).
Муніципалітет розташований на відстані близько 270 км на північний схід від Мадрида, 55 км на захід від Памплони.

## Демографія
Динаміка населення (INE ):

## Галерея зображень

Розташування муніципалітету